# McLaren P1
El McLaren P1 es un automóvil superdeportivo híbrido eléctrico enchufable de edición limitada, producido por el fabricante automotriz británico McLaren Automotive de 2013 hasta principios de diciembre de 2015. Tiene carrocería cupé biplaza de dos puertas diédricas, motor central-trasero montado longitudinalmente y tracción trasera.

## Presentación
El coche de concepto debutó en el Salón del Automóvil de París 2012 y era el tan esperado sucesor del McLaren F1. Utiliza energía híbrida eléctrica y tecnología de la Fórmula 1. El estilo del P1 está influenciado por el MP4-12C, pero con paneles de la carrocería agregados para hacer que el coche parezca agresivo. No tiene la misma configuración de tres asientos como su predecesor el McLaren F1 y el diseño de los faros recuerda al logotipo del fabricante británico.

## Tren motor y estructura
Al igual que con el coche de carretera McLaren F1 de 1992, el P1 es de tracción trasera, con diseño de motor central-trasero, utilizando un monocasco de fibra de carbono y una estructura de jaula de seguridad en la cubierta llamada MonoCage, que es un desarrollo del monocasco utilizado en el MP4-12C, 570S y 650S desde 2012 a 2016.
El P1 ofrece una versión mejorada y con mayor potencia del motor V8 Biturbo de 3799 cm³ (3,8 L; 231,8 plg³) de gasolina utilizado en el MP4-12C, elevando la potencia de 600 a 737 CV (592 a 727 HP) (441 a 542 kW). El motor se combina con un muy eficaz motor eléctrico KERS que produce 179 CV (177 HP; 132 kW) y que genera ese sonido tan característico de su escape.
El tren motor híbrido está acoplado a una caja de cambios de doble embrague "Seamless Shift Gearbox" (SSG) de siete velocidades, sumando una potencia total combinada de 916 CV (903 HP; 674 kW) a las 7500 rpm y un par máximo de 900 N·m (664 lb·pie) a las 4000 rpm. Todo este sistema se puede ejecutar por sí mismo utilizando ya sea el V8 de gasolina o con el motor eléctrico, el cual puede ser utilizado para alimentar el coche con un alcance de hasta 20 km (12,4 millas) a una velocidad promedio de 50 km/h (31 mph).
La energía para el motor eléctrico se almacena en un paquete de baterías de alta densidad situado detrás de la cabina. Esta batería se puede cargar por el motor o por enchufe en el equipo y se puede cargar completamente en dos horas. El P1 viene con dos características derivadas de Fórmula 1: El poder instantáneo Sistema de asistencia (IPAS) dará un impulso instantáneo de potencia para el motor de combustión interna a través del motor eléctrico. El coche también viene con un sistema de reducción de arrastre (DRS), que opera el alerón trasero del coche. Ambas características son operados por dos botones en el volante.

## Características técnicas
Es capaz de alcanzar 350 km/h (217 mph) al estar limitado electrónicamente de serie. Es capaz de acelerar de 0 a 100 km/h (62 mph) en menos de 2.8 segundos, de 0 a 200 km/h (124 mph) en 7 segundos y de 0 a 300 km/h (186 mph) en no más de 17 segundos, por lo que es 5 segundos más rápido que su predecesor McLaren F1. Lo hace con su conjunto de neumáticos Pirelli P Zero Corsa y puede frenar rápidamente de 100 km/h (62 mph) a 0 en menos de 30 m (98 pies), con los especialmente desarrollados frenos carbono-cerámicos proporcionados por la empresa Akebono. Sus emisiones de CO2 de 194 g (6,8 onzas)/km en el ciclo combinado, son reducidas a cero en el modo de conducción totalmente eléctrico.
McLaren reveló los últimos detalles de los modelos de producción en el Salón del Automóvil de Ginebra de 2013. El P1 está estrictamente limitado a 375 unidades para mantener la exclusividad. El precio del modelo variaría dependiendo de la personalización, comenzando a partir de 1 300 000 €.
| Chasis                     | Subbastidor delantero y trasero de aluminio                                                  |
| Distribución               | DOHC 4 válvulas por cilindro (32 en total), con VVT                                          |
| Alimentación               | Inyección multipunto con dobles turbocompresores y dobles intercoolers                       |
| Diámetro x carrera         | 93 x 69,9 mm (3,66 x 2,75 pulgadas)                                                          |
| Relación de compresión     | 8.7:1                                                                                        |
| Frenada                    | 100 a 0 km/h (62 a 0 mph) en 30 m (98 pies) y 200 a 0 km/h (124 a 0 mph) en 116 m (381 pies) |
| Aceleración                |                                                                                              |
| 0 a 60 mph (0 a 97 km/h)   | 2.6 segundos                                                                                 |
| 0 a 100 mph (0 a 161 km/h) | 4.7 segundos                                                                                 |
| 0 a 200 km/h (0 a 124 mph) | 6.8 segundos                                                                                 |
| 0 a 300 km/h (0 a 186 mph) | 16.5 segundos                                                                                |
| 1/4 de milla (402 m)       | 9.8 segundos a 245 km/h (152 mph)                                                            |

| 1.ª  | 2.ª  | 3.ª | 4.ª  | 5.ª  | 6.ª  | 7.ª  | Reversa | Final |
| ---- | ---- | --- | ---- | ---- | ---- | ---- | ------- | ----- |
| 3.98 | 2.61 | 1.9 | 1.48 | 1.16 | 0.91 | 0.69 | 2.8     | 3.31  |

## En competición

### P1 GTR

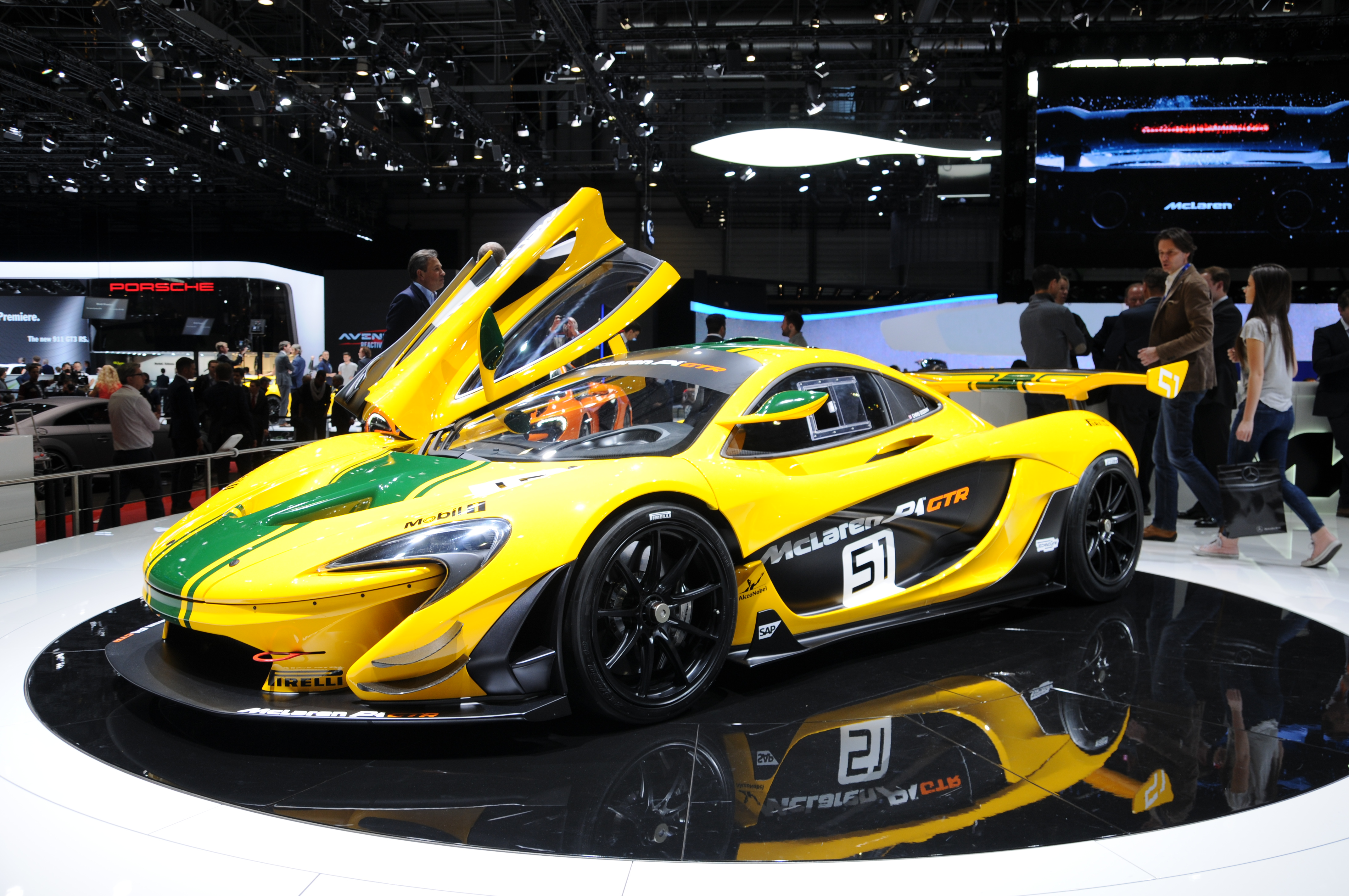
En el Salón del Automóvil de Ginebra de marzo de 2015

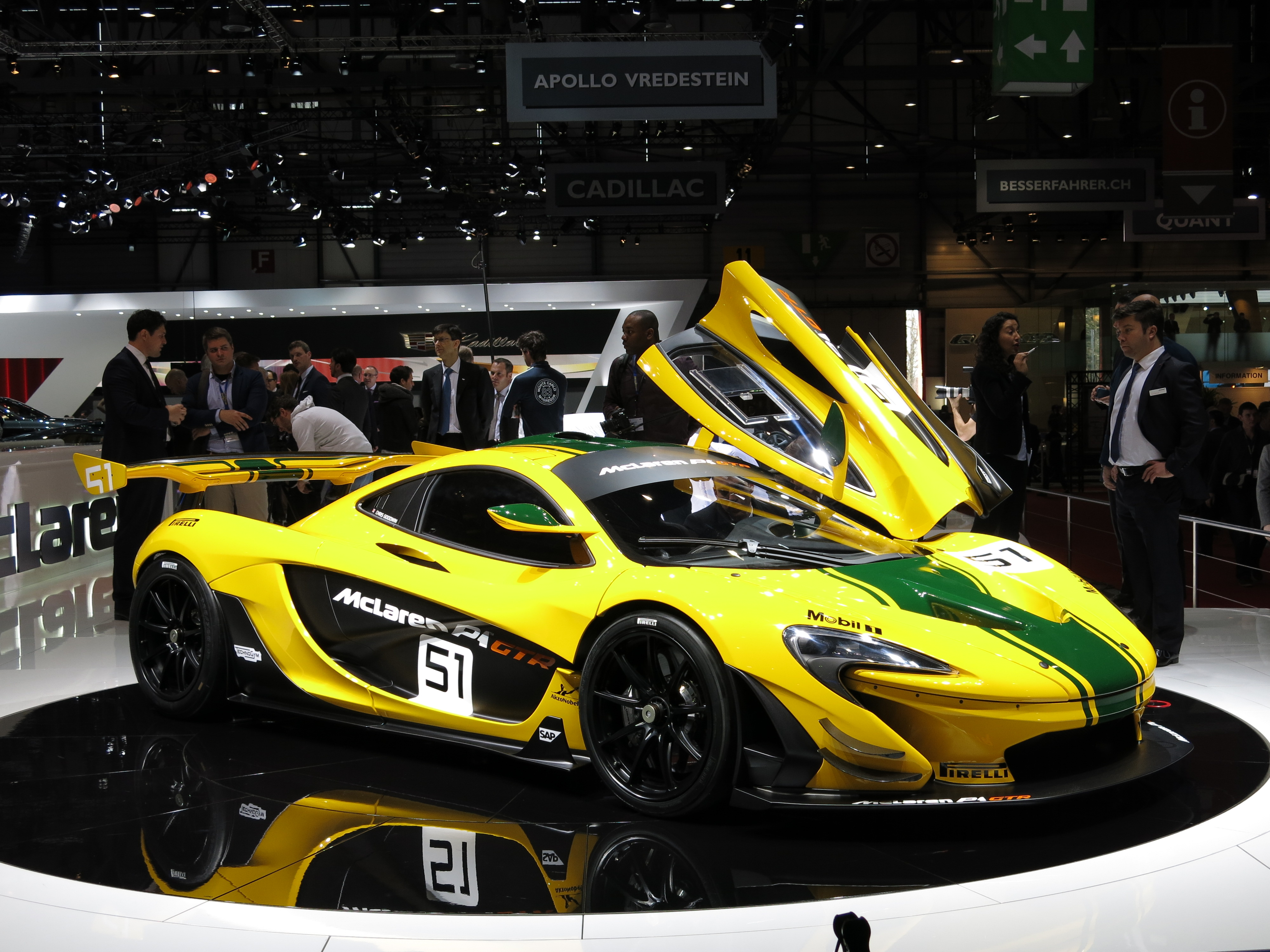
Con la puerta diédrica izquierda abierta

Celebrando los 20 años desde su victoria en las 24 Horas de Le Mans de 1995, McLaren anunció que resucitaría el nombre GTR con el lanzamiento de una versión solamente para pista del P1: el McLaren P1 GTR.
El GTR se pondrá a disposición solamente a los 375 propietarios del McLaren P1 y será una edición muy limitada de 35 unidades. El modelo de producción del P1 GTR fue presentado oficialmente en el Salón del Automóvil de Ginebra de 2015. La variante GTR tiene un precio de 1 900 000 £.
El fabricante afirmaba que este sería el McLaren más potente hasta entonces, con una potencia máxima prevista de 1000 CV (986 HP; 736 kW). El coche también contaría con slicks y se afirmaba que tendría mayores niveles de rendimiento, agarre y aerodinámica en comparación con el coche de carretera. Con una altura de carrocería fija, suspensión de competición, un alerón trasero fijo capaz de utilizar DRS y un nuevo escape de diseño exclusivo, McLaren tenía como objetivo ofrecer la experiencia de pista definitiva.
La motorización híbrida del P1 GTR tenía como objetivo producir 1000 CV (986 HP; 736 kW), 84 CV (83 HP; 62 kW) más con respecto al modelo normal, aunque McLaren no reveló si el aumento de potencia es de impulso eléctrico o del motor térmico. El peso del P1 GTR se redujo en 50 kg (110 libras) y entrega una relación potencia a peso de 687 HP (697 CV; 512 kW) por tonelada. La versión legal para la calle del P1 GTR, puede acelerar de 0 a 60 mph (97 km/h) en solamente 2.4 segundos y llegará a alcanzar una velocidad máxima de 225 mph (362 km/h), aunque algunas fuentes no oficiales, tales como videojuegos de carreras y otro tipo de simulaciones virtuales, "afirman" y siguen insistiendo que supuestamente podría alcanzar 407 km/h (253 mph), hecho que no ha sido verificado ni certificado por ninguna prueba realizada por algún medio oficial acreditado. Adicionalmente, frenaba de 60 mph (97 km/h) a 0 en 85 pies (26 m) y puede esquinar en 1.54 G.
A finales de 2015, el equipo de carreras históricas y el Lanzante Motorsport, comenzaron a realizar conversiones en carretera de P1 GTR para propietarios que querían conducir sus coches en el camino. Hasta ese momento, dicha empresa había convertido 27 PTR GTR para uso en carretera.

### P1 LM

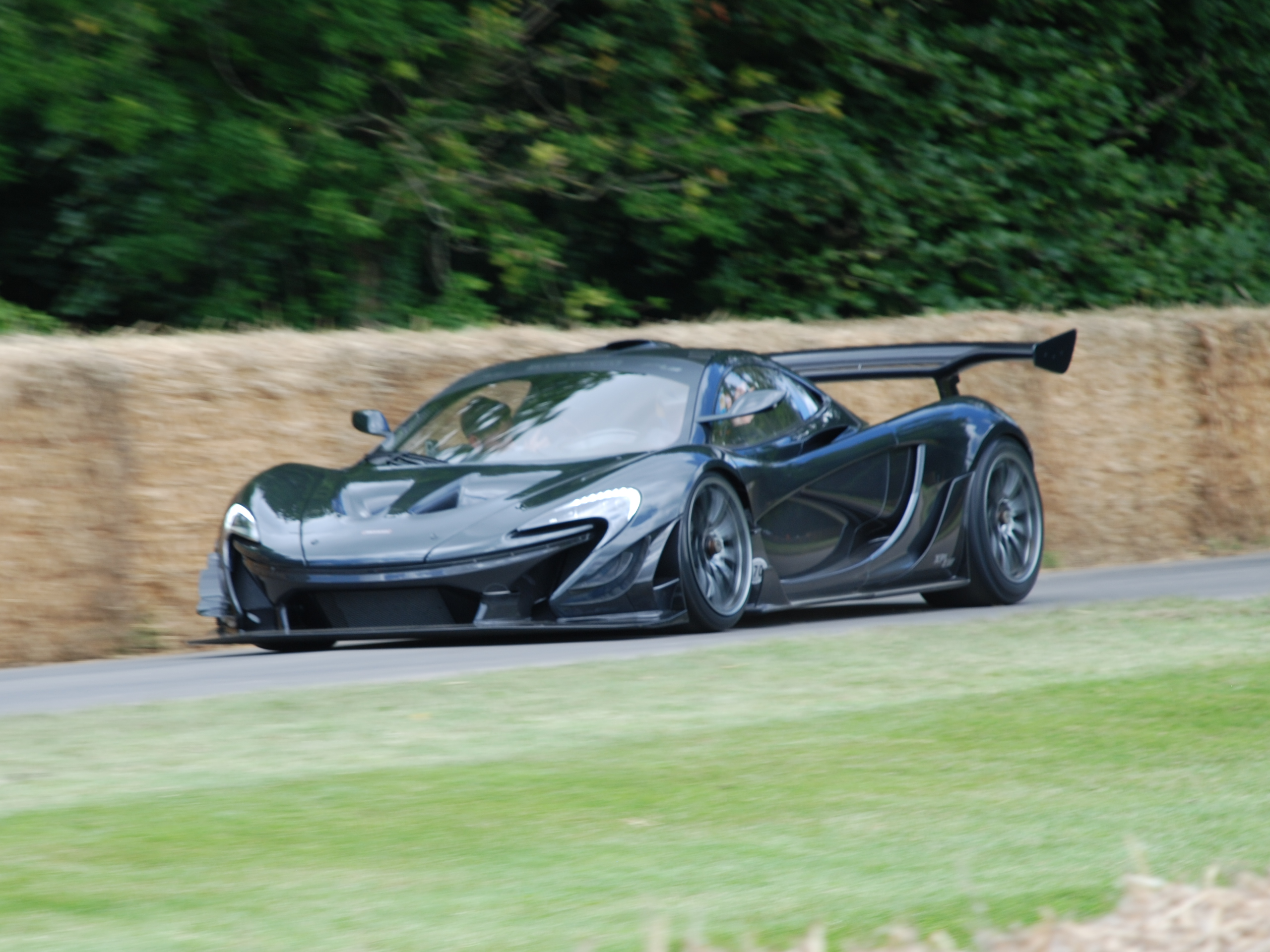
En el Festival de la Velocidad de Goodwood de 2016.

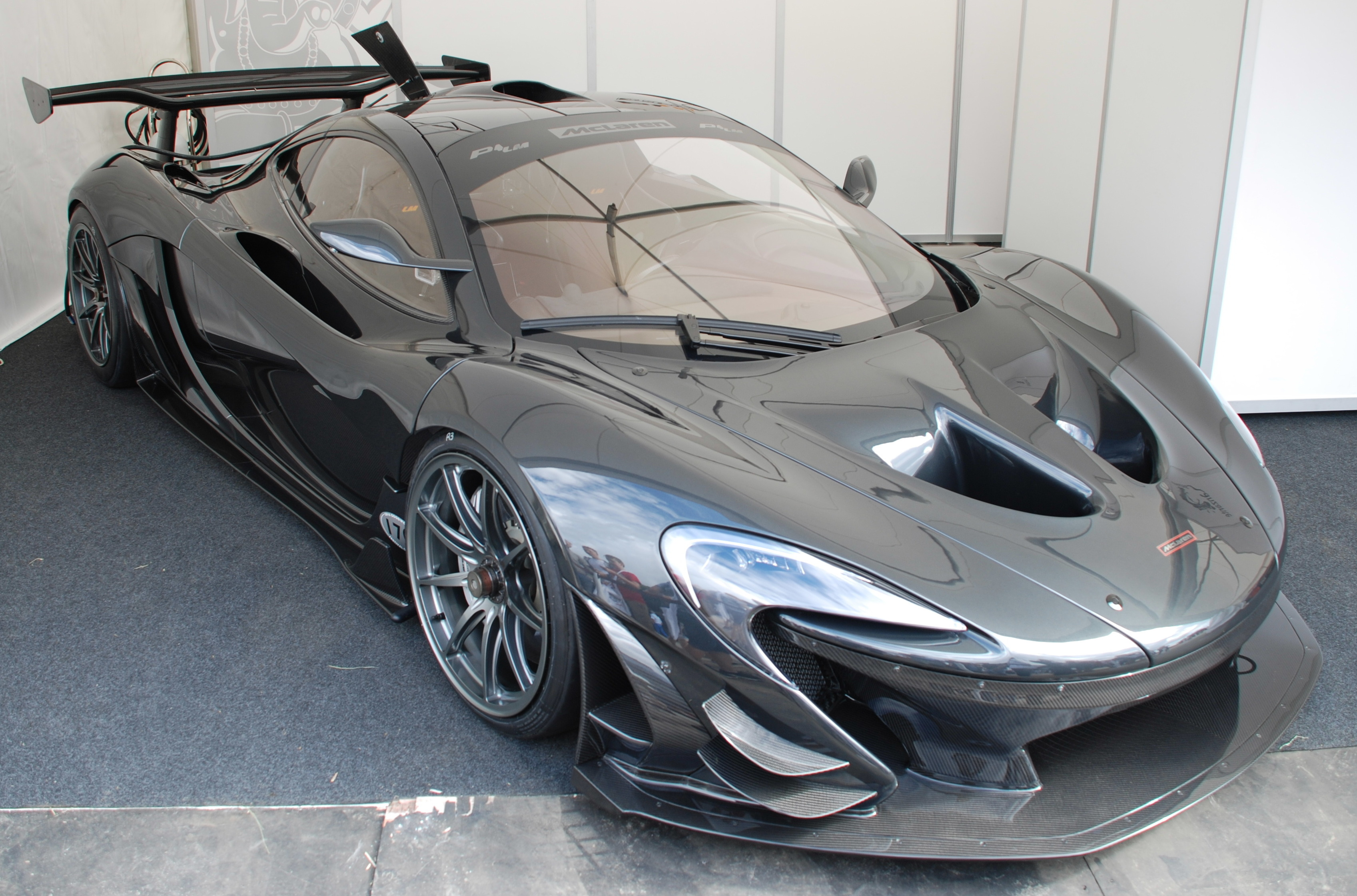
P1 LM en junio de 2016.

Los propietarios del P1 GTR fueron capaces de convertir sus coches a un estado legal de carretera a través de los desarrollos de mercado posterior hechos por Lanzante Motorsport. Impulsada por los esfuerzos de Lanzante, McLaren autorizó la construcción de cinco coches nuevos más un prototipo. Estos seis coches de la especificación de LM quitan el sistema neumático del gato del GTR para ahorrar el peso; y la adición de asientos más ligeros, tornillos de titanio y ventanas de Lexan.
El alerón trasero y el divisor delantero también habían sido rediseñados para producir una carga aerodinámica adicional sobre la aerodinámica del GTR.
En el Festival de la Velocidad de Goodwood de 2016, el prototipo P1 LM, XP1LM, fijó el tiempo más rápido para un coche de carretera hasta la colina de dicho circuito, con un tiempo de 47.07 segundos, conducido por Kenny Bräck. Solamente seis unidades fueron construidas.
El 27 de abril de 2017, el prototipo P1 LM continuó su éxito en la pista, batiendo el tiempo del registro de la vuelta del coche de carretera en el Nürburgring Nordschleife, con un tiempo de 6:43.22 usando el camino legal neumáticos Pirelli P Zero Trofeo R, pero sin placa de matrícula delantera que se requiere para ser legal de carretera. Esta vez fue nuevamente fijado por Kenny Bräck y anunciado el 26 de mayo de 2017.